# Fusil de Combate Avanzado (Programa)
El Fusil de Combate Avanzado (ACR, acrónimo en inglés de Advanced Combat Rifle) fue un programa del Ejército de los Estados Unidos, iniciado en 1986, para encontrar un reemplazo para el fusil de asalto M16. Bajo la tensión de batalla, el soldado promedio con un M16 podría disparar hacia un objetivo a 45 metros, pero la probabilidad de acierto está reducida a uno entre diez disparos en un objetivo a 220 metros o más. Debido a esto, el programa ACR inicio a fines de la década de 1980, para crear una arma que pudiera duplicar la probabilidad de acierto. El programa ACR estuvo precedido por programas más viejos como el Arma Individual de Propósito Especial. El programa terminó en 1990, después de un gasto de aproximadamente $300 millones de dólares.

## Fase I y II
La Fase I del programa empezó en febrero de 1986, cuando los contratos de desarrollo fueron concretados con seis compañías: AAI Corporation, Ares Incorporated, Colt's Manufacturing Company, Heckler & Koch (H&K), McDonnell Douglas Helicopter Systems (MDHS) y Steyr Mannlicher.
Dos armas fueron tachadas de la lista antes de que la Fase II empezara. Las compañías empezaron un proceso de apelaciones y finalmente, fuero retomadas, pero fue demasiado tarde para ver su desempeño en pruebas, antes de que el programa ACR acabara.
Eugene Stoner y su empresa,Ares Incorporated también introdujo su Sistema de Arma Individual Avanzado (SAIA, o AIWS en inglés), el cual utilizó un cartucho trazador de 5 mm, pero se tuvo que retirar debido a problemas en el funcionamiento. El AIWS compartía algunas características con el prototipo de la Steyr, principalmente el sistema de "recámara ascendente" y el "cartucho telescópico".
McDonnell Douglas Helicopter Systems, originalmente Hughes Helicopters, planeó introducir su diseño usando un cartucho con casquillo de plástico que llamaron chicle debido a su perfil en forma de caja. Sus primeros cartuchos iban cargados con dos o tres balas normales, pero el retroceso era demasiado alto, por lo que se reemplazaron con flechettes, primero con cartuchos de 11 mm que cargaban de cinco de ellas y finalmente con cartuchos de 8,6 mm que cargaban tres.

## Fase III
La Fase III empezó en agosto de 1989, cuando AAI, Colt, HK, y Steyr entraron en la fase de prueba de sus armas

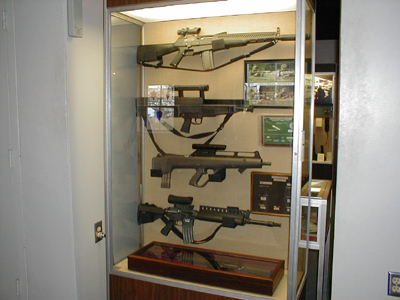
De arriba hacia abajo, fusiles de prueba ACR, desde el AAI, H&K, Steyr, y por último, el Colt.

### AAI
La AAI Corporation introdujo la variante más tardía de su larga serie de fusiles experimentales que disparaban fléchettes. Su prototipo disparaba una flechette de calibre 1,6 mm y 0,66 gramos desde un casquillo estándar 5,56 x 45 OTAN, a una velocidad de 1.402 m/s. Una de las principales quejas sobre sus primigenios esfuerzos era el fuerte estampido del disparo, un problema que es difícil de evitar en un cartucho con sabot. Como resultado, la AAI añadió un apagallamas/silenciador que redujo el estampido del disparo hasta ser un poco más fuerte que el de un M16A2. A pesar de emplear el casquillo del cartucho estándar 5,56 x 45 OTAN, el fusil no podía disparar con seguridad cartuchos estándar debido al diseño del sistema de gas. Se empleó un cargador especial para impedir que los soldados introduzcan cartuchos estándar 5,56 x 45 OTAN en el cargador, pero los cartuchos todavía podían cargarse manualmente. El arma estuvo limitada a ráfagas cortas (tres disparos), a pesar del hecho que una de las principales razones para utilizar una fléchette es su bajo retroceso. Este diseño particular era menos complejo que algunos de sus primigenios modelos, el cual podría cambiar entre cartuchos fléchette para disparo rápido, y cartuchos estándar 5,56 x 45 OTAN para disparar en modo semiautomático a largo alcance.[cita requerida]

### Heckler & Koch
La serie de fusiles Heckler & Koch G11 utilizaban cartuchos sin casquillos, donde la carga propulsora era moldeada en la bala misma, haciendo al cartucho más pequeño y mucho más ligero. La nueva versión K2 utilizada en las pruebas del ACR, podía contener 45 cartuchos en un cargador largo ubicado encima del cañón, dándole una forma característica y algo cuadrangular.[cita requerida]

### Steyr
El último prototipo enviado era el Steyr ACR, otra arma que disparaba cartuchos flechette. El Steyr se distinguía del AAI en los detalles del cartucho, que empleaba un casquillo de plástico para reducir peso. Por lo tanto el mecanismo de disparo era bastante complejo, moviendo la recámara entera en lugar del cerrojo. Cuándo se dispara, la recámara se movería hacia abajo, dónde un nuevo cartucho sería empujado desde atrás, forzando al casquillo vacío a salir de la recámara, donde caería a través de una portilla de eyección detrás del pistolete. Entonces la recámara volvería a la posición de disparo mediante un resorte, donde se fijaría delante de un cerrojo fijo. Al disparar, el sabot con la fléchette recorren el ánima del cañón, y el primero era rápidamente "eyectado" justo en la salida. Esto demostró ser un riesgo en combate, donde el sabot podría impacar a otros soldados o rebotar de la tierra cuándo se disparaba en posición cuerpo a tierra. Al igual que el arma AAI, el Steyr estuvo limitado a ráfagas cortas.[cita requerida]

### Colt

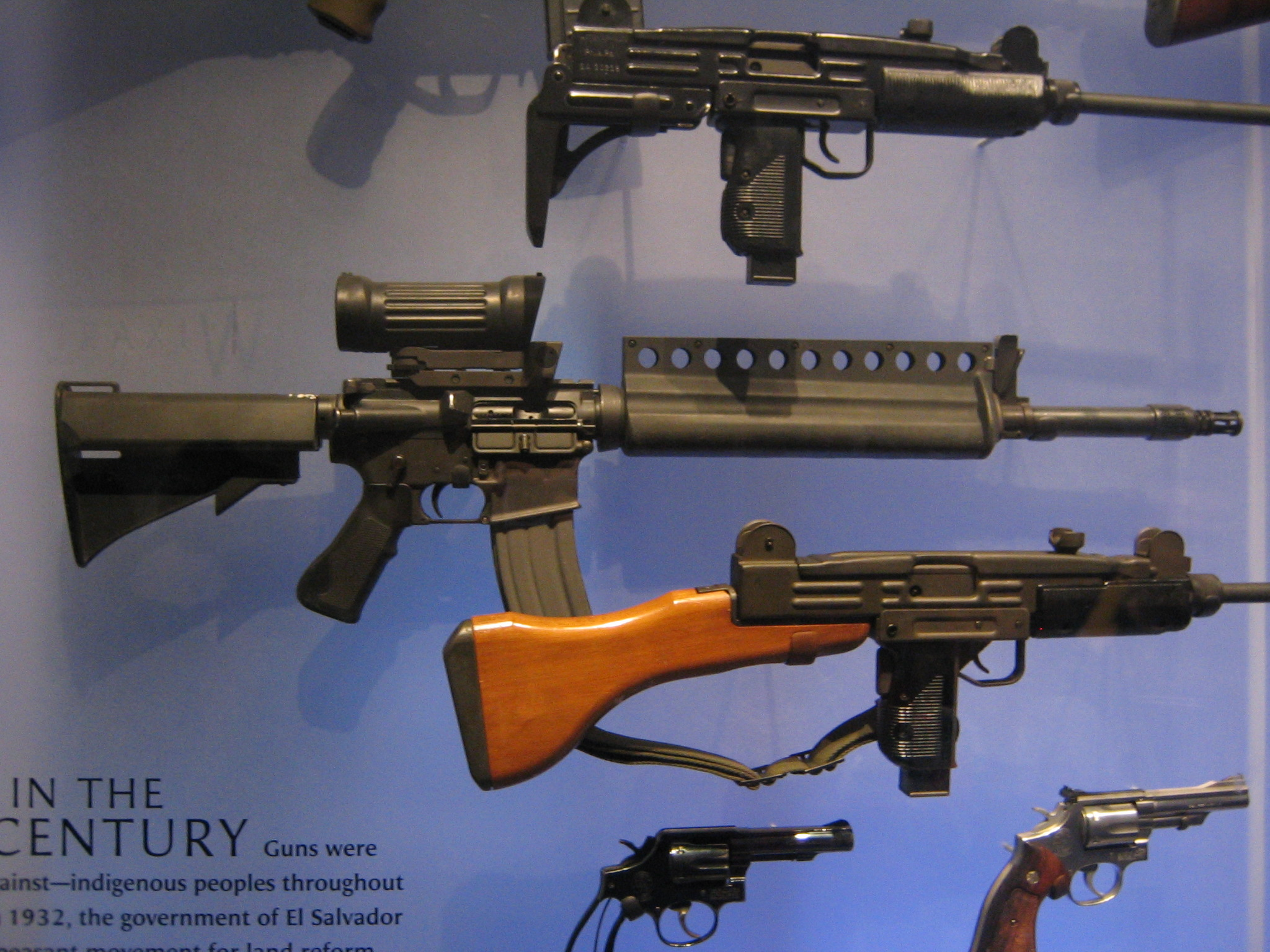
Un Colt ACR/M16A2E2.

Uno de los prototipos más tradicionales del ACR era el Colt ACR, el cual era una versión altamente modificada del M16A2. Las modificaciones eran la adición de un sistema de mira óptica nueva, un amortiguador hidráulico para reducir el retroceso al disparar en modo automático, y una culata plegable similar a la empleada en las versiones carabina del M16. El cambio de diseño clave era el uso de "cartuchos dobles", un único cartucho que montaba dos balas más pequeñas. La Olin Corporation produjo tres cartuchos diferentes para la misma arma, el primero constando de dos balas de wolframio montadas en un casquillo de cuello largo, el segundo utilizaba un casquillo de longitud estándar con dos balas de wolframio de 4 mm y 1,7 g, y el último era otro casquillo de longitud estándar con dos balas de 5,7 mm, una pesaba 2,3 g, la otra 2,1 g. Finalmente el último fue seleccionado para las pruebas del programa. La idea básica del cartucho doble es aumentar el número de proyectiles disparados, que es el determinante primario de la cantidad de bajas causadas en combate. Pero estos redujeron significativamente la precisión, haciendo que el usuario también tuviese que llevar cartuchos estándar para disparos a largo alcance.[cita requerida]

## Resultado
A pesar de que todos los diseños funcionaron bien, ninguno logró cumplir o incluso acercarse al objetivo de mejorar al 100% al M16A2, que era el objetivo del programa en sí. Entre 1986 y 1987, la Escuela de Infantería de Ejército de Estados Unidos había publicado un informe que afirma que el fusil, como arma, ya alcanzó su cénit, y la única manera de realmente mejorarlo era emplear una bala explosiva.[cita requerida] Esto llevó al fin del programa ACR en abril de 1990, y abrió el camino al programa del Arma de Combate Individual Objetiva. El costo total del programa fue de aproximadamente 300.000.000 de dólares.